# François-Xavier Garneau Prize
Der François-Xavier Garneau Prize ist eine alle zwei Jahre von der Canadian Historical Association verliehene Auszeichnung für „nachhaltige und herausragende Beiträge zum Fachgebiet der Geschichtsforschung“.
Bis einschließlich 2020 wurde die Auszeichnung unter dem Namen François-Xavier Garneau Medal alle fünf Jahre für einen herausragenden Beitrag zur kanadischen Geschichtsforschung verliehen. Die erste Verleihung erfolgte 1980.
Der Preis ist nach dem Historiker François-Xavier Garneau (1809–1866) benannt und stellt die prestigeträchtigste Auszeichnung der Canadian Historical Association dar. 

## Preisträger der François-Xavier Garneau Medal
- 1980: Louise Dechêne, Habitants et marchands de Montréal au XVIIe siècle. (1974, Paris: Plon)
- 1985: Michael Bliss, A Canadian Millionaire: The Life and Business Times of Sir Joseph Flavelle (1978, Macmillan of Canada)
- 1990: John M. Beattie, Crime and the Courts in England 1660-1800 (1986, Princeton University Press)
- 1995: Joy Parr, The Gender of Breadwinners: Women, Men, and Change in Two Industrial Towns, 1880-1950 (1990, University of Toronto Press)
- 2000: Gérard Bouchard, Quelques arpents d'Amérique: population, économie, famille au Saguenay, 1838-1971 (1996, Montréal: Les Éditions du Boréal)
- 2005: Timothy Brook, The Confusions of Pleasure: Commerce and Culture in Ming China. (1998, Berkeley and Los Angeles: University of California Press)
- 2010: John C. Weaver, The Great Land Rush and the Making of the Modern World. (2003, Montreal and Kingston: McGill-Queen’s University Press)
- 2015: Bettina Bradbury, Wife to Widow: Lives, Laws, and Politics in Nineteenth-Century Montreal. (2011, Vancouver: UBC Press)
- 2020: Shirley Tillotson, Give and Take: The Citizen-Taxpayer and the Rise of Canadian Democracy. (2017, Vancouver: UBC Press)

## Preisträger des François-Xavier Garneau Prize
- 2025: Sarah Carter